# Jacob Barata Filho
Jacob Barata Filho (Rio de Janeiro, 24 de maio de 1954) é um empresário brasileiro com atuação nos setores de transportes, hoteleiro, imobiliário e de revenda de veículos. É filho de Jacob Barata.
Foi preso em 2017 em um desdobramento da Operação Lava Jato, Rio de Janeiro, sendo solto em dezembro do mesmo ano pelo ministro do STF Gilmar Mendes.

## Biografia
É o segundo filho de Jacob Barata, fundador do Grupo Guanabara. Nascido em 24 de maio de 1954, no Rio de Janeiro, ele se formou em Engenharia de Produção pela Universidade Federal do Rio de Janeiro (UFRJ) e fez MBA em Administração e em Transportes pela COPPE-UFRJ. Jacob Barata Filho é casado, pai de duas filhas.  
Aos 18 anos, Jacob começou a trabalhar nas empresas da família. Sempre atuou no setor de Transportes, em empresas que precisavam de reestruturação administrativa. Além de investimento na área de transportes, participou de investimentos, desde a década de 90, nos setores Hoteleiro e de Transportes em Lisboa e Porto, cidades de Portugal. São empresários pioneiros no setor.
Participou da modernização e institucionalização das entidades de classe no setor de Transportes. Foi um dos responsáveis pela criação da Associação Nacional das Empresas de Transportes Urbanos (NTU), além de ter integrado o quadro da CNT (Confederação Nacional do Transporte), a entidade máxima de representação do setor de transporte e logística no país. Jacob teve atuação relevante na capacitação de profissionais do setor de Transportes, ao incentivar a criação da Universidade Corporativa de Transportes (UTC) no âmbito da Federação das Empresas de Transportes de Passageiros do Estado do Rio de Janeiro (Fetranspor), em 2008. 
Conhecido como "rei do ônibus", filho do também empresário Jacob Barata. Sua família trabalha há muitos anos no Rio de Janeiro.

## Acusações e prisão
Jacob Barata Filho vem enfrentando problemas com a justiça. Em 2018, confirmou o pagamento de aproximadamente 145 milhões de reais em propinas e também na forma de ajuda de campanha ao ex-governador Sérgio Cabral Filho (MDB), entre 2010 e 2016.
Em julho de 2017 foi preso no Aeroporto Internacional Tom Jobim, em desdobramento da operação Lava Jato, ao tentar embarcar para Lisboa, Portugal. Em dezembro do mesmo ano foi solto pelo ministro do STF Gilmar Mendes.